# Джерело «Гайдамацька криниця»

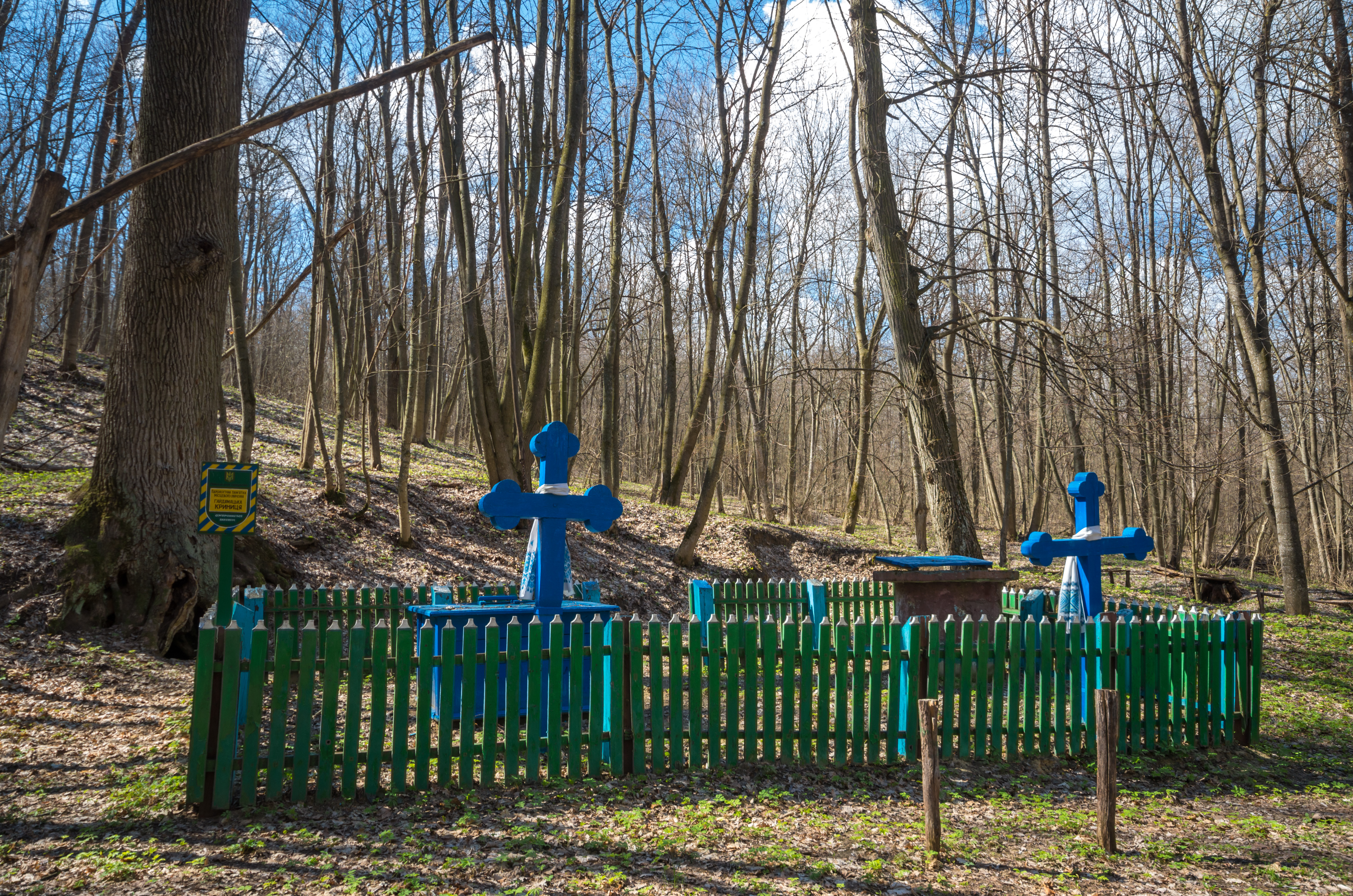
Джерело «Гайдамацька криниця»

Джерело́ «Гайдама́цький крини́ця» — гідрологічна пам'ятка природи місцевого значення в Україні. Об'єкт розташований у межах Подільському районі Одеської області, на території Савранського лісу (Савранська селищна громада). 
Площа — 0,01 га. Статус отриманий у 1972 році. Перебуває у віданні ДП «Савранське лісове господарство» (Савранське л-во, кв. 13, вид. 21). 